# Herdenkingsmonument (Mischa Rakier)
Herdenkingsmonument, ook wel Herdenken en herinnering, is een artistiek kunstwerk in het Gijsbrecht van Amstelpark, Buitenveldert, Amsterdam-Zuid. 
Het beeld van kunstenaar Mischa Rakier (geboren Delft 1970) is in 2014 geplaatst na een opdracht van de gemeente Amsterdam en het Stadsdeel Zuid. Het 4 en 5 mei comité hield vanaf de opening van het park op het Ontmoetingseiland haar jaarlijkse dodenherdenking. Daartoe werd zelfs een meidoorn geplaatst om de plaats te markeren. In de 21e eeuw bleek dat die meidoorn onvoldoende groeimogelijkheden op het stenen plein had en werd in overleg met het comité verplaatst naar het Bloemeneiland. Het park kent zelf geen "oorlogsverleden" dus het beeld past in de ruimere definitie van het herdenken van alle Nederlandse oorlogsslachtoffers of omgekomen sinds het uitbreken van de Tweede Wereldoorlog.
Het herdenkingsteken is gemaakt van keramisch gepareld roestvast staal en heeft de vorm van een liggende diamant. Die bewerking zorgt ervoor dat het staal enigszins mat is. Het achthoekige kunstwerk ligt op een ondergrond waarop ook een achthoek te zien is en die verwerkt is in de strikt vierkanten ontwerpen van het plein en de betegeling daarvan; zelfs de bankjes op het eiland voldoen aan dat patroon. Het ligt daarbij op de plaats waar Dirk Sterenberg (mede-ontwerper van het eiland) ooit een kiosk liet bouwen, die echter door brand verloren ging.  

Het beeld is voorzien van de tekst 
If you could remember what I remember you would understand
. Die tekst sprak Elie Wiesel uit toen hij de Nobelprijs voor de Vrede op 10 december 1986 in Oslo kreeg overhandigd.      